# Diagrama de Penrose-Carter

Diagrama de Penrose-Carter d'un espaitemps de Minkowski infinit. Elimina dues dimensions espacials i concentra en una regió finita (en aquest cas amb forma de diamant) la resta mitjançant l'efecte d'una transformació conforme.

En física teòrica, en intentar representar pictòricament un espaitemps sorgeixen dos problemes:
- l'espaitemps és una varietat de dimensió 4. Es pot obviar això utilitzant les seves simetries, en cas que en tingui, i representar una subvarietat de dimensió 2. Per exemple, per un espaitemps esfèricament simètric tots els punts d'una 2-esfera són equivalents i es poden representar per un sol punt d'un diagrama.
- les seves coordenades s'estenen fins a l'infinit. Això pot resoldre's substituint l'espaitemps físic per un espai no físic (aquest diagrama) conforme amb el primer.

Ambdós problemes queden resolts amb els diagrames coneguts com a diagrames conformes, diagrames de Penrose-Carter o simplement diagrames de Penrose, diagrames bidimensionals que conserven la informació sobre les relacions causals entre diversos punts de l'espaitemps i permeten representar regions infinites en diagrames finits. Per fer-ho, sacrifiquen informació sobre les distàncies entre punts. La mètrica dels diagrames de Penrose-Carter és conformement equivalent amb una restricció bidimensional de la mètrica real de l'espaitemps que representen. El factor conforme és elegit de manera que tot l'espaitemps es projecti en un diagrama de dimensions finites. La frontera de la nova figura no formarà part de l'espaitemps original, però permetrà estudiar-ne les propietats asimptòtiques i singularitats.
Anomenat així en homenatge al físic matemàtic Roger Penrose, per utilitzar-los per primera vegada el 1962 i al seu col·lega Brandon Carter, que els sistematizà el 1966, un diagrama de Penrose-Carter comparteix diverses característiques amb l'espaitemps de Minkowski: les línies obliqües a 45° corresponen a trajectòries lluminoses, la dimensió vertical representa una coordenada temporal i l'horitzontal les dimensions espacials.

## Exemples

### Espai de Minkowski
Per representar el diagrama conforme d'un espai de Minkowski, es pot pensar en l'expressió de la seva mètrica plana en coordenades esfèriques, i restringir-se a la subvarietat coberta per les coordenades r i t. Aquestes coordenades abasten un rang infinit. Un primer intent d'aconseguir que cobreixin un rang finit seria utilitzar les noves coordenades {\displaystyle T=arctgt} i {\displaystyle r=arctgr}. Però això no aconseguiria mantenir els cons de llum del diagrama a 45°. Per aconseguir-ho, es realitza un triple canvi de coordenades: 
- En primer lloc, el canvi a les coordenades nul·les {\displaystyle u=t-r}, {\displaystyle v=t+r}.
- Sobre elles, es fa el canvi {\displaystyle U=\arctan {u}}, {\displaystyle V=\arctan {v}}.
- Finalment, es torna a les coordenades {\displaystyle T=U+V}, {\displaystyle R=V-U}.

La mètrica en aquestes coordenades queda expressada per:

{\displaystyle ds^{2}={\frac {1}{\omega (T,R)^{2}}}(-dT^{2}+dR^{2}+sen^{2}Rd\Omega ^{2})}

on
{\displaystyle \omega =\cos {T}+\cos {R}\,}.
En lloc d'aquesta mètrica, que s'anomena {\displaystyle g_{0}}, al diagrama de Penrose es representa la mètrica conforme {\displaystyle \omega ^{2}g_{0}}. Com les coordenades abasten els rangs: {\displaystyle -\pi <R+T<\pi \,,;-\pi <R-T<\pi }, el diagrama tindrà forma de diamant (o de triangle si s'afegeix la condició que R sigui positiu).

### Espai de Schwarzschild

Diagrama de Penrose d'un espaitemps de Schwarzschild. L'eix horitzontal representa la coordenada espacial v i el vertical la coordenada temporal u (no s'han de confondre amb les coordenades nul·les de l'espai de Minkowski).

La figura mostra la representació d'un espai de Schwarzschild corresponent a un forat negre estàtic (sense rotació). La coordenada vertical anomenada «u» és la temporal, mentre que la coordenada horitzontal «v» és espacial. El diagrama de Penrose és conforme, és a dir, les geodèsiques de gènere nul (línies de llum) corresponen a les mitja-primera i segona bisectrius «altes».
D'aquest sistema de coordenades derivat del de Kruskal es té:

{\displaystyle ds^{2}={\frac {32M^{3}}{r}}{\frac {e^{-{\frac {r}{2M}}}(-du^{2}+dv^{2})}{4cos^{2}{\frac {1}{2}}(u+v)cos^{2}{\frac {1}{2}}(u-v)}}+r^{2}(d\theta ^{2}+sin^{2}\theta d\phi ^{2})}

El diagrama fet aleshores per abstracció de dues coordenades esfèriques {\displaystyle \theta } i {\displaystyle \phi }. Els cons de llum delimitats per les geodèsiques nul·les (ds² = 0) corresponent a du² = dv², aleshores {u = v} o {u = -v}, és a dir, les bisectrius primera i segona.
Partint de l'esquerra, dues rectes (primera i segona bisectrius) divergeixen : la recta de més avall, anomenada I-, representa «l'infinit del passat», d'ella provenen tots els mòbils des de l'infinitament llunyà; la recta de més amunt, I+, correspon a «l'infinit del futur» i representa el lloc cap on es dirigeixen tots els mòbils que es distancien per sempre d'un forat negre. Les dues rectes horitzontals i paral·leles representen la singularitat gravitatòria (en el pas del passat al futur), situat en r = 0. aquest diagrama és simètric per relació amb la vertical. En línia discontínua es representa l'horitzó d'un forat negre ubicat (en unitats convencionals) a r = 2M.